# JET (清木場俊介の曲)
「JET」（ジェット）は、日本の歌手・清木場俊介の楽曲。2009年9月2日にSPEEDSTAR RECORDSより11作目のシングルとして発売された。

## 内容
前作『今。』から1年4ヶ月半ぶりのシングルで、シングルとしては初めてリリース間隔が1年以上空いた作品となった。アルバム『FLYING JET』からの先行シングルでもあり、ビクターエンタテインメント移籍第1弾シングルでもある。
2009年7月11日にTOKYO FM渋谷スペイン坂スタジオで行われた『TOYOTA SOUND IN MY LIFE』の公開生放送で本作のリリースを発表し、同番組で初オンエアとなった。
初回限定盤と通常盤の2形態で発売された。初回限定盤のジャケットには清木場の少年時代の写真、通常盤のジャケットには発売当時の清木場の写真が使用されている。

## 収録曲
1. JET (5:04)
  - 作詞：清木場俊介 / 作曲：唄い屋 / 編曲：弥吉淳二

歌詞には清木場が少年時代に抱えていた思いが込められている[4]。
ミュージック・ビデオも制作されており、『FLYING JET』の初回限定盤に付属のDVDに収録された。ミュージック・ビデオの監督は本郷信明。
2014年に配信されたリミックス・アルバム『唄い屋・REMIXES Vol.1』には、nagomu tamakiによるリミックスバージョンが収録された[5]。
2. Hey!Mr.John 〜Are you Happy?〜 (4:04)
  - 作詞：清木場俊介 / 作曲：川根来音 / 編曲：弥吉淳二
3. JET -instrumental (4:59)

## 参加ミュージシャン
- 清木場俊介 - Vocal, Chorus（#1）
- 玉田童夢 - Drums
- 小池ヒロミチ - Bass, Chorus（#2）
- 弥吉淳二 - Acoustic Guitar, Electric Guitar, Percussion（#1）, Chorus（#2）
- 高野勲 - Piano（#1）, Synthesizer（#1）, Organ（#2）
- 大和田保紀 - Manipulator
- 朝倉真司 - Percussion（#2）, Chorus（#2）
- KAZCO、川根来音、西広ショータ、岡部雄貴、鶴田典彦、横田直樹 - Chorus（#2）

## 収録アルバム
JET
- FLYING JET
- ROCK&SOUL 2010-2011 LIVE
- ROCK&SOUL 2013 "FIGHTING MEN" TOUR FINAL 2013.7.13 at大阪城ホール
- 唄い屋・REMIXES Vol.1（nagomu tamaki REMIX）